# Elvis Manu
Elvis Manu (* 13. srpna 1993, Dordrecht, Nizozemsko) je nizozemský fotbalový útočník s ghanskými kořeny, v současnosti hráč nizozemského klubu Feyenoord.

## Klubová kariéra
V Nizozemsku působil na začátku kariéry v klubech Feyenoord, SBV Excelsior a SC Cambuur.

## Reprezentační kariéra
Manu hrál za nizozemské reprezentační výběry od kategorie U16.